# Louis-Guillaume de Lafolie
Louis-Guillaume de Lafolie, né à Rouen le 11 mars 1739 et mort à Rouen le 2 février 1780 , est un physicien et chimiste français.
Ayant reçu une brillante éducation, Louis-Guillaume de Lafolie se livra comme amateur à son penchant pour les arts d’agrément auxquels il voulut également associer l’étude des sciences utiles pour lesquelles il prit un goût particulier sous la direction de son oncle Poullain qui possédait un assez beau laboratoire, garni d’instruments propres aux expériences physiques et chimiques. Après avoir parcouru, pour son instruction, une partie de la France et de l’Espagne, il revint à Rouen, où il embrassa la carrière du commerce et fit tourner au profit de l’industrie manufacturière de cette ville les nombreuses expériences auxquelles il continua à se livrer dans la physique et la chimie.
Lafolie trouva le premier le moyen de fixer sur le fil la couleur dite rouge des Indes, procédé qui devint bientôt une source de richesse pour les teinturiers et fabricants de rouenneries, qui lui étaient déjà redevables de la teinture en jaune au moyen de la gaude.
Plein de zèle lorsqu’il s’agissait de faire des expérimentations dans les sciences applicables à l’industrie, Lafolie communiquait avec le plus grand désintéressement ses procédés aux manufactures de tous genres qui fonctionnaient alors à Rouen. Il a lu près de trente Mémoires à l’Académie de Rouen et à la Société d’Agriculture, dont il faisait partie. En 1779, il.fit connaître au gouvernement un vernis de sa composition, propre à garantir de l’action corrosive de l’eau de mer le cuivre employé au doublage des vaisseaux. Il venait d’être nommé par le roi, en récompense de ses laborieux et utiles travaux, inspecteur des manufactures royales, lorsqu’il mourut, à quarante et un ans, des suites d’une légère blessure que lui avait faite à la main un éclat de matras qu’il tenait à la main pendant qu’il se livrait à une opération chimique et sur lequel il était tombé.
Lafolie avait été administrateur-trésorier de l’Hôtel-Dieu de Rouen et officier de la milice bourgeoise de la même ville. Outre les Mémoires lus aux sociétés savantes, on a encore de lui les dialogues intitulés le Chimiste et l’Agronome, le Philosophe sans prétention, 1775, ouvrage physique, chimique, philosophique et moral.

## Œuvres
- Le Philosophe sans prétention, ou l’homme rare, ouvrage physique, chimique, politique et moral, Paris, 1775, in-8° Ouvrage traitant de l’électricité, des affinités chimiques, du phlogistique, de la gravité des corps, des tremblements de terre, des métaux et des pierres précieuses, etc. Les théories de l’air fixe de Priestley, ainsi que de la conversion de l’air en eau, y sont raillées.
- Sur le Vernis au feu et à l’eau
- Sur l’Air fixe
- Sur le Bleu de Prusse
- Sur l’Étain soumis à une nouvelle épreuve
- Sur l’Huile de vitriol
- Sur la Potasse
- Sur l’Acide du soufre
- Sur la Conversion de l’air en eau
- Sur le Magnétisme

## Sources
- Théodore-Éloi Lebreton, Biographie rouennaise, Rouen, Le Brument, 1865, p. 199
- Jean Chrétien Ferdinand Hoefer, Nouvelle biographie universelle, Paris, Didot, 1858, t. XXVIII, p. 752